# Canal de la Llenasca
La Canal de la Llenasca és una canal del terme municipal de Conca de Dalt, a l'antic terme d'Hortoneda de la Conca, al Pallars Jussà, en territori que havia estat de l'antiga caseria dels Masos de la Coma.
Està situada a llevant dels Masos de la Coma, al sud-est del Solà de la Coma d'Orient, a la dreta del barranc de la Coma d'Orient. És a ponent de la Canal de la Torreta.